# Christel Adelaar
Christine Cornelie Thoma (Christel) Adelaar (Semarang, 14 februari 1935 – Heemstede, 10 januari 2013) was een Nederlands zangeres en actrice. Ze werd in Nederland bekend door haar vertolking van Mammaloe in de populaire kindertelevisieserie Pipo de Clown, naast hoofdrolspeler Cor Witschge.

## Jeugd
Adelaar groeide op in een katholiek gezin in Nederlands-Indië. In de loop van 1943 werd ze met haar moeder en zussen opgesloten in jappenkamp Tjideng. In augustus 1945 werd het kamp bevrijd. Het herenigde gezin voer eind december 1945 op het schip Nieuw Amsterdam naar Nederland.
Adelaar volgde de lagere school op de St. Annaschool in Utrecht in 1 jaar (april 1946 - juli 1947). Ze ging met vriendinnen op de fiets naar de KRO-studio om te kijken naar het maken van radioprogramma's. In 1955 deed ze eindexamen MMS.

## Loopbaan
Na haar eindexamen kreeg ze een betrekking als secretaresse op een kantoor, maar ze voelde zich daar niet op haar plaats. Ze speelde bij amateur toneelvereniging Nicolaas Beets. 
Op 11 november 1955 kreeg ze een briefje van Toon Rammelt om zich te melden voor een proefjaar bij de KRO voor nieuw talent. Als lid van de kleinkunstenaarsgroep Trant '56 trad ze op in het cabaretliedjes programma Poppetjes op de ruit, dat in 1956 en 1957 - zo'n 30 keer - op de radio te horen was. Daarvoor schreven o.a. Wim Meuldijk en Bab Westerveld teksten. Voor de muziek tekende Harry Bannink. Kort daarop vertolkte Adelaar de titelrol in het 'radioblijspel met muziek en zang' Bonjour Caroline (1957-1958, 29 afleveringen), eveneens van het duo Westerveld (tekst) en Bannink (muziek). Guus Hermus nam daarin de rol van Pregel voor zijn rekening.
Hierna werd Adelaar meer gevraagd, ook door Wim Sonneveld die met een show in het Nieuwe de la Mar stond. Ze sloeg de uitnodiging af want ze had geen toestemming van haar ouders. Sonneveld bood ook aan woonruimte voor haar te regelen om haar over te halen. Ze werd een tweede keer gevraagd en zegde een tweede keer af. Uiteindelijk leidde deze pijnlijke beslissing tot het verlaten van het ouderlijk huis. Ze vond een bovenwoning aan het Leidseplein (1959-1961), tegenover Hotel Americain, vlak bij het huis van Harry Mulisch. Later verhuisde Adelaar naar de Singel 139 (1961-1965). Ze ontmoette haar toekomstige echtgenoot Henk Fokkens bij het Grand Gala du Disque in het najaar van 1964.
In 1963 stopte Adelaar met Pipo. Haar rol werd overgenomen door Marijke Bakker. Van 1963-1965 kwam ze bij de VARA zaterdagavond met Joop Koopman, Corry Brokken, Ton van Duinhoven en bij de KRO bij het hoorspel De Wadders van Jan de Cler. Ook maakte ze het radioprogramma Liedjes uit mijn album met Marie-Cécile Moerdijk, waarin beide zangeressen volksliedjes zongen.
Na 1965 richtte Adelaar zich op haar gezin, maar ze bleef nog tot diep in de jaren 70 zingen voor de Stichting Het Schoolconcert. Ze trad op met pianist/componist Cor Lemaire, Harry Mooten of Joop Stokkermans en de komische acteur Walter van Canoy voor middelbare scholen. Ze heeft meer dan 2000 van deze concerten gegeven.
In 1980 - 1981 is ze nog even te zien bij de AVRO in De weet-je-nog-van-toen-show.
In 1987 werd bij haar borstkanker geconstateerd, waarvan ze genas. Vanaf 1992 tot 2000 trad Adelaar met pianist Willem Valenkamp onder de naam De Lijsterbes op in bejaardencentra en verzorgingstehuizen. In februari 2011 werd longkanker geconstateerd. Ze overleed in januari 2013 op bijna 78-jarige leeftijd.
Adelaar trouwde op 31 maart 1965 met ondernemer Henk Fokkens. Hij overleed op 51-jarige leeftijd op 19 december 1981. Adelaar had een zoon en dochter. Vanaf 1967 tot aan haar dood heeft ze in Heemstede gewoond.